# Cuora zhoui
Cuora zhoui es una especie de tortuga de la familia Geoemydidae, al parecer endémica de Guangxi (China).
Hasta la fecha, la especie sólo se conoce de muestras encontradas en el mercado de alimentos de Guangxi, y tres pares en posesión de dos grupos de criadores privados en Alemania y Estados Unidos.